# Ребер, Наполеон-Анри
Наполеон Анри Ребер (фр. Napoléon Henri Reber; 21 октября 1807, Мюлуз — 24 ноября 1880, Париж) — французский композитор.
Ученик Антонина Рейха и Жана-Франсуа Лесюёра.
Автор балета «Влюблённый дьявол» (фр. Le Diable amoureux; 1840, совместно с Франсуа Бенуа), весьма популярного в России XIX века в постановке Мариуса Петипа, комических опер «Рождественская ночь» (фр. Le nuit de Noël; 1848), «Отец Гайяр» (фр. Le père Gaillard; 1852), «Папильотки мадам Бенуа» (фр. Les papillotes de M. Benoist; 1853), «Капитанши» (фр. Les dames capitaines; 1857). Написал также четыре симфонии, множество камерных ансамблей, песни на стихи современных французских поэтов. В 1849 г. оркестровал Похоронный марш из фортепианной сонаты Фридерика Шопена для исполнения при погребении Шопена на парижском кладбище Пер-Лашез.
С 1851 г. профессор гармонии в Парижской консерватории, с 1862 г. вёл класс композиции. В 1871 г. занял должность инспектора французских консерваторий. Написал выдержавший ряд переизданий «Трактат о гармонии» (фр. Traité d'harmonie; 1862). Офицер Ордена Почётного легиона (1870), член Французской Академии (1853).